# Gottfried Honegger

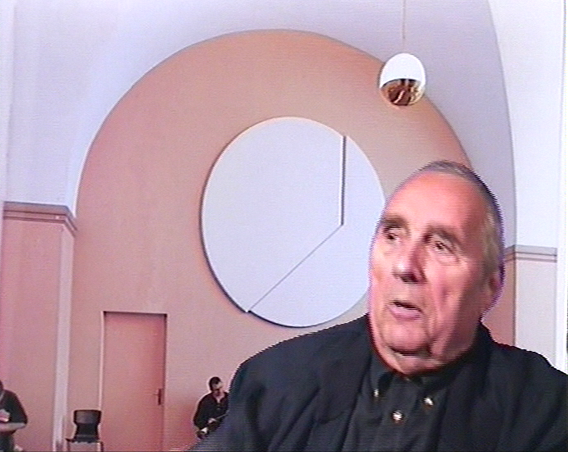
Gottfried Honegger (1995)

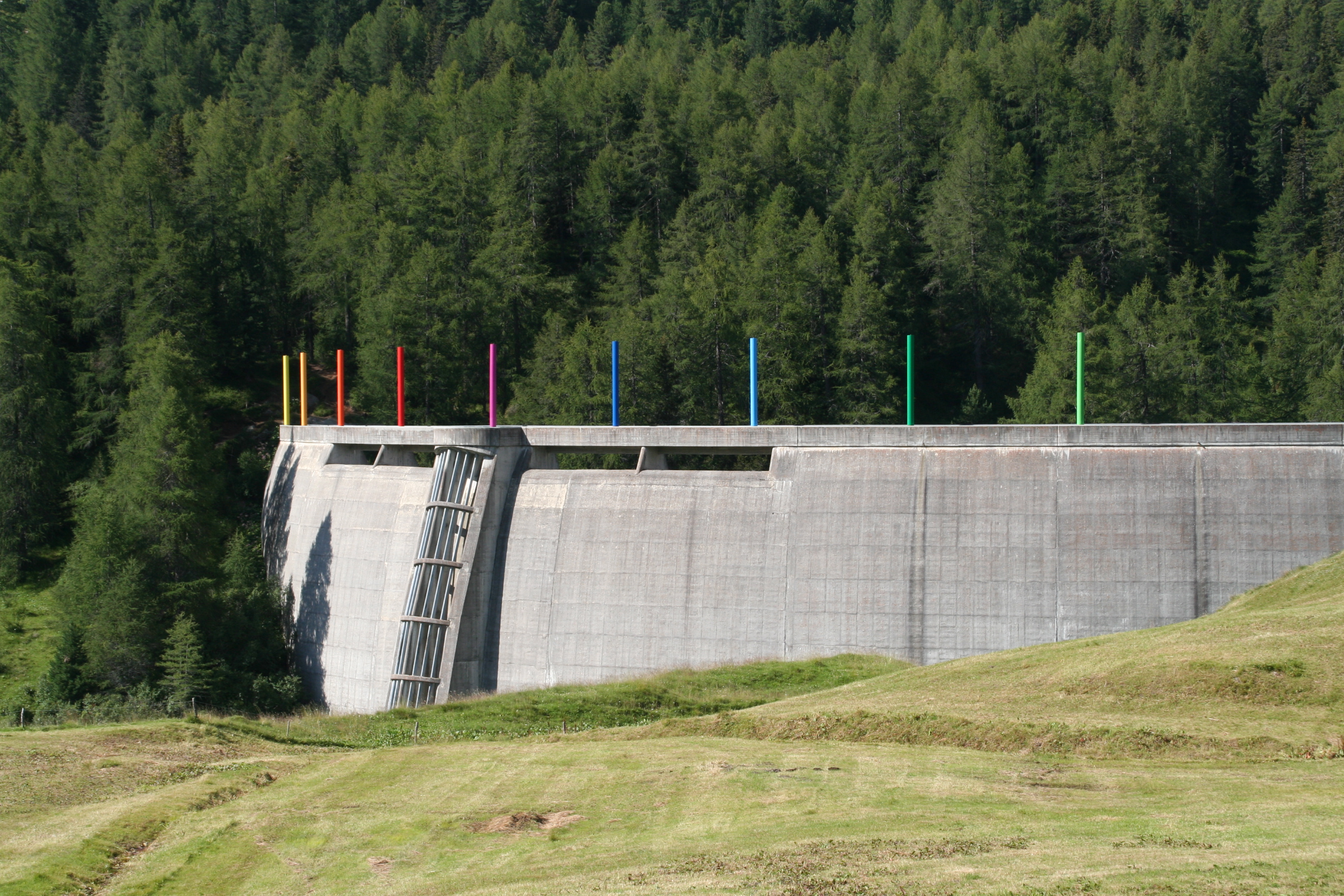
Installation Culur bei Maloja

Gottfried Honegger (* 12. Juni 1917 in Zürich; † 17. Januar 2016 ebenda) war ein Schweizer Grafiker, Maler und Plastiker.

## Leben
Gottfried Honegger wurde 1917 in Zürich geboren. Als Kind lebte er zeitweise im bünderischen Sent. Ab 1938 arbeitete er als Werbegrafiker. Als Eduard Zimmermann 1944 einen Hirnschlag erlitt und seine künstlerische Bildhauerarbeit beenden musste, übernahm Honegger sein Atelier in Zollikon. Während eines dreijährigen Aufenthalts in New York City entschloss er sich im Jahr 1958 zur Tätigkeit als freier Künstler. Von 1960 an lebte und arbeitete er in Paris, Cannes und Zürich, wo er im Januar 2016 im Alter von 98 Jahren auch starb. Er war mit der Schweizer Illustratorin Warja Lavater verheiratet.

## Auszeichnungen und Ehrungen
Gottfried Honegger erhielt 1987 den Zürcher Kunstpreis. Durch den französischen Kultusminister Jack Lang wurde er mit dem Ordre des Arts et des Lettres ausgezeichnet. Seit 1999 war er Mitglied der Ehrenlegion. Max Frisch, mit dem Honegger freundschaftlich verbunden war, widmete ihm sein Theaterstück Triptychon.

## Werk
Honegger war ein Vertreter der konstruktiv-konkreten Kunst. Seit Mitte der 60er Jahre schuf er Skulpturen und Werke für den öffentlichen Raum. 
Zu den Skulpturen im öffentlichen Raum zählt beispielsweise die Installation Culur aus dem Jahr 1997. Sie besteht aus neun Metallsäulen in den Regenbogenfarben auf der Hochwasser-Schutzmauer bei Orden/Maloja, eine zehnte Säule steht beim Bildungs- und Ferienzentrum Salecina. Honegger sagte über dieses Werk: «Die Arbeit hier in Maloja ist für mich so etwas wie eine Symbiose zwischen dem Schönen, dem Liebevollen an sich und dem Bemühen, unseren Augen etwas zu bieten, was zum Denken anregt, was uns zur Gemeinschaft verpflichtet. Der Dialog zwischen einer gewaltigen Natur, einer nützlichen Technik und dem Geistigen der Kunst scheint mir hier eine ideale Verbindung eingegangen zu sein.»
Weitere seiner Arbeiten im öffentlichen Raum stehen unter anderem bei der ETH Zürich (Volume 18, 1968, und Struktur 28, 1970), in Vaduz (Division, 1989, und Monoform 29, 1991), auf einem Verkehrskreisel in Bad Ragaz (Etude Pliage, 1999), im Skulpturenpark Heidelberg (Gelben Pliage C115, 2001) sowie auf einem Verkehrskreisel in Hohenems (2005).
Honegger war 1987 Mitbegründer der «Stiftung für Konstruktive und Konkrete Kunst Zürich». Zusammen mit Sybil Albers-Barrier (1935–2019) gründete er 1990 in Mouans-Sartoux an der französischen Côte d’Azur den Espace de l’Art Concret (Raum der konkreten Kunst), 1997 richtete er dort das Kinderatelier Art, Recherche, Imagination (Kunst, Forschung, Imagination) ein. Für die Schenkung Donation Albers-Honegger schufen die Architekten Gigon und Guyer dort einen 2004 eingeweihten Museumsbau Espace de l’Art Concret.
Für die St.-Pauls-Kathedrale in Lüttich entwarf Honegger achtzehn Oberfenster für Mittel- und Querschiff. Die Fenster wurden als Glasmosaik in Kupferfassung im Atelier von Gabriel Loire in Chartres gefertigt und 2013 und 2014 in der Kirche angebracht.

## Einzelausstellungen (Auswahl)
- 1984: Bilder und Skulpturen aus verschiedenen Jahren. Kunsthaus Zug K
- 1988: Division 6. Kunst am Bau, Plastik. Fachhochschule Graubünden
- 1992: Retrospektive. Stiftung für Konkrete Kunst, Reutlingen K
- 1993 Glascollagen, Kunst am Bau. Fachhochschule Graubünden
- 1999: Métamorphose. Fondation Cartier, Paris
- 2001: Trotzallem. Eine Rückschau. Kunstmuseum Liechtenstein, Vaduz K
- 2004: Farbige Metall-Stelen. Museum Tinguely, Basel
- 2007: Haus Konstruktiv, Stiftung für konstruktive und konkrete Kunst, Zürich (anlässlich seines 90. Geburtstags)
- 2007: Arbeiten im öffentlichen Raum. ETH Zürich K
- 2007: Geheimnis der Geometrie. Museum Liner Appenzell K
- 2009/2010: Kunst als gesellschaftlicher Auftrag. Otten Kunstraum, Hohenems K
- 2015: Peintre en Séries. Centre Georges-Pompidou, Paris K
- 2018: Otten Kunstraum, Hohenems / Vorarlberg

«K» = mit Katalog

## Publikationen (Auswahl)
- Cercle et Carré. (Kreis und Quadrat.) Mit Texten von Gottfried Honegger, Dorothea van der Koelen, Gabriele Kübler. Dokumente unserer Zeit, Band XIV. (Deutsch, englisch, französisch.) Mainz 1990, ISBN 3-926663-14-6.
- Vom Bild zum Raum. Mit Texten von Gottfried Honegger, Martin van der Koelen u. a. Dokumente unserer Zeit, Band XXI. (Deutsch, englisch, französisch.) Chorus-Verlag, Mainz 1997, ISBN 3-926663-21-9.
- Kunst ist eine Frucht vom Baume der Erkenntnis. Mainz 2000, ISBN 3-931876-34-9.
- Gottfried Honegger – Eine Werkschau. Bilder, Reliefs, Skulpturen. Ausstellung 8. April – 23. Juni 2000, Galerie Neher Essen, in Zusammenarbeit mit der Galerie am Lindenplatz, Vaduz, Liechtenstein, mit einem Text von Gottfried Honegger. Essen 2000.
- Erfundenes und Erlebtes. Mit einem Vorwort von Dorothea van der Koelen. Mainz 2002, ISBN 3-931876-43-8.
- Max Frisch. Elf Porträtskizzen. Vierzehn Texte zur Erinnerung. Hotz, Steinhausen 2007, ISBN 978-3-9522964-9-3.

## Filme
- Gottfried Honegger – Zeichen setzen und Welt gestalten. Von Emil Schwarz (Regie), Rafael Koller (Kamera), Raoul Meier (Schnitt) und Roman Meyer (Produktion), in Zusammenarbeit mit dem Haus Konstruktiv Zürich und dem Museum Liner Appenzell. DVD, www.nap.ch, Zürich 2007.[10]
- Gottfried Honegger – on doit construire le monde. Fernseh-Dokumentarfilm von Roman Meyer, 2010.[11]
- Werdet kreativ. Aktion Volkskunst in Flühli Sörenberg. DVD 24 Min / www.nap.ch.[12]
- Für eine schöne Welt. Filmporträt von Erich Langjahr.[13]
- Gottfried Honegger – 8 Reflexionen zur Aufklärung der Kunst. DVD, NAP Verlag, Zürich.[14]

## Auszeichnungen
- 1996: Ordre des Arts et des Lettres (Komtur)[15]
- 2000: Ritter der Ehrenlegion[16]